# Cournon-d'Auvergne
Pour les articles homonymes, voir Cournon.
Cournon-d'Auvergne est une commune française située dans le département du Puy-de-Dôme, en région Auvergne-Rhône-Alpes. Elle fait partie de l'aire d'attraction de Clermont-Ferrand.
Ses habitants sont appelés les Cournonnais et les Cournonnaises.

## Géographie

### Localisation
La ville, contiguë de Clermont-Ferrand, fait partie de la métropole Clermont Auvergne Métropole. Elle est la deuxième ville du Puy-de-Dôme en nombre d'habitants.
À vol d'oiseau, elle est située à 9,6 kilomètres au sud-est de Clermont-Ferrand, à 6,6 km à l'est d'Aubière, à 2,3 km au nord du Cendre et à 30,1 km au ouest-sud-ouest de Thiers.

### Communes limitrophes
Les communes limitrophes sont La Roche-Blanche, Orcet, Le Cendre, La Roche-Noire, Pérignat-sur-Allier, Lempdes, Clermont-Ferrand, Aubière, Pérignat-lès-Sarliève et Mur-sur-Allier.
Sept communes jouxtent Cournon-d'Auvergne :
| Clermont-Ferrand | Lempdes            | Mezel, Dallet       |
| Aubière          | Cournon-d'Auvergne |                     |
| Orcet            | Le Cendre          | Pérignat-sur-Allier |

### Hydrographie
La commune est traversée par la rivière Allier, en rive gauche. L'est de la commune, à la frontière avec Mezel, est en zone inondable.

### Climat
Pour des articles plus généraux, voir Climat d'Auvergne-Rhône-Alpes et Climat du Puy-de-Dôme.
En 2010, le climat de la commune est de type climat océanique dégradé des plaines du Centre et du Nord, selon une étude du Centre national de la recherche scientifique s'appuyant sur une série de données couvrant la période 1971-2000. En 2020, Météo-France publie une typologie des climats de la France métropolitaine dans laquelle la commune est exposée à un climat de montagne ou de marges de montagne et est dans la région climatique Nord-est du Massif Central, caractérisée par une pluviométrie annuelle de 800 à 1 200 mm, bien répartie dans l’année.
Pour la période 1971-2000, la température annuelle moyenne est de 11,4 °C, avec une amplitude thermique annuelle de 16,5 °C. Le cumul annuel moyen de précipitations est de 665 mm, avec 8,9 jours de précipitations en janvier et 6,7 jours en juillet. Pour la période 1991-2020, la température moyenne annuelle observée sur la station météorologique de Météo-France la plus proche, « Clermont-Ferrand », sur la commune de Clermont-Ferrand à 10 km à vol d'oiseau, est de 12,1 °C et le cumul annuel moyen de précipitations est de 563,4 mm,. Pour l'avenir, les paramètres climatiques de la commune estimés pour 2050 selon différents scénarios d'émission de gaz à effet de serre sont consultables sur un site dédié publié par Météo-France en novembre 2022.

## Urbanisme

### Typologie
Au 1er janvier 2024, Cournon-d'Auvergne est catégorisée centre urbain intermédiaire, selon la nouvelle grille communale de densité à sept niveaux définie par l'Insee en 2022.
Elle appartient à l'unité urbaine de Clermont-Ferrand, une agglomération intra-départementale regroupant 17  communes, dont elle est une commune de la banlieue,,. Par ailleurs la commune fait partie de l'aire d'attraction de Clermont-Ferrand, dont elle est une commune de la couronne,. Cette aire, qui regroupe 209 communes, est catégorisée dans les aires de 200 000 à moins de 700 000 habitants,.

### Occupation des sols
L'occupation des sols de la commune, telle qu'elle ressort de la base de données européenne d’occupation biophysique des sols Corine Land Cover (CLC), est marquée par l'importance des territoires artificialisés (54,3 % en 2018), en augmentation par rapport à 1990 (43,6 %). La répartition détaillée en 2018 est la suivante : terres arables (34,5 %), zones urbanisées (33 %), zones industrielles ou commerciales et réseaux de communication (13,8 %), espaces verts artificialisés, non agricoles (7,6 %), forêts (5,5 %), milieux à végétation arbustive et/ou herbacée (4,5 %), zones agricoles hétérogènes (1,2 %). L'évolution de l’occupation des sols de la commune et de ses infrastructures peut être observée sur les différentes représentations cartographiques du territoire : la carte de Cassini (XVIIIe siècle), la carte d'état-major (1820-1866) et les cartes ou photos aériennes de l'IGN pour la période actuelle (1950 à aujourd'hui).

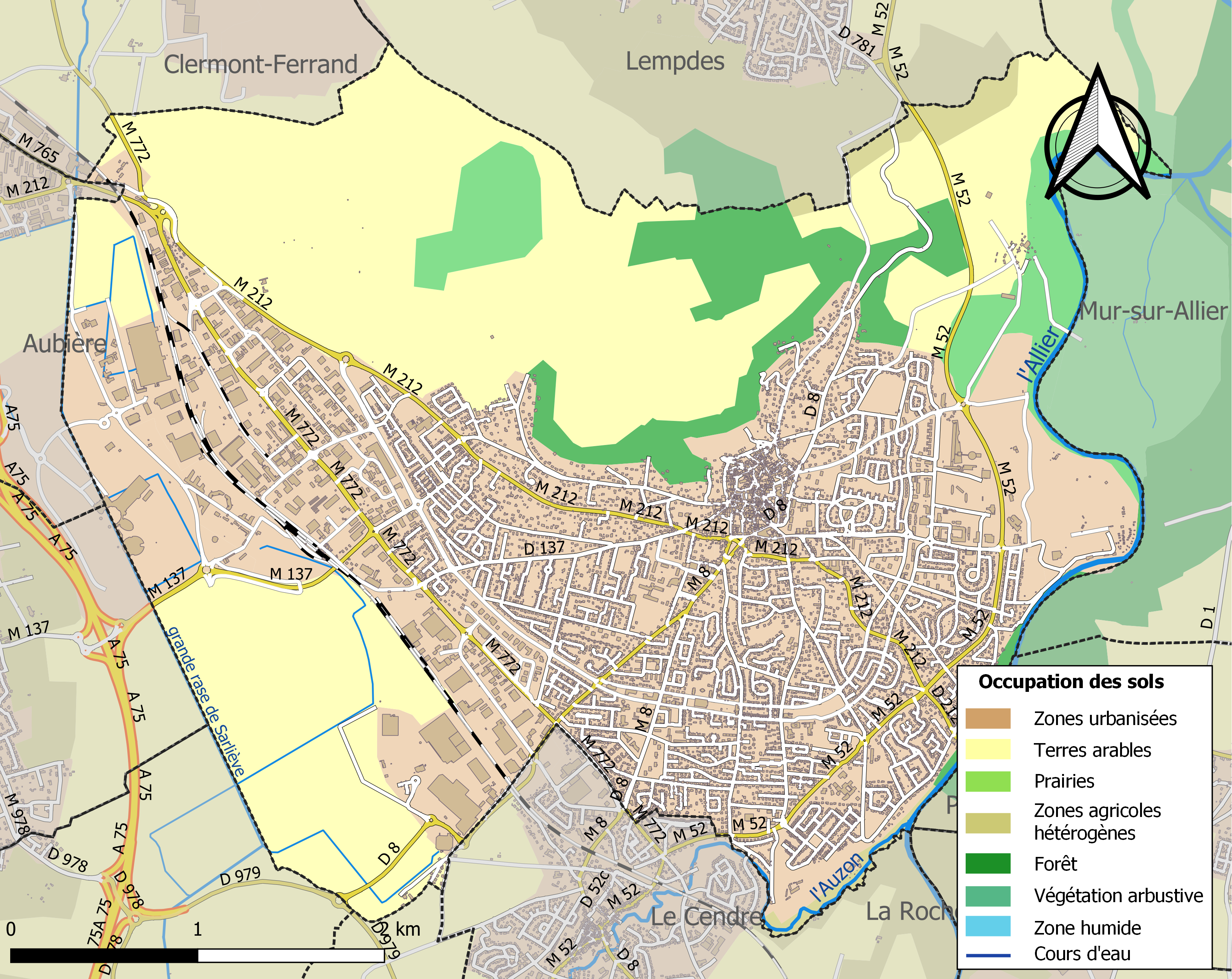
Carte des infrastructures et de l'occupation des sols de la commune en 2018 (CLC).

### Morphologie urbaine
La ville est composée des quartiers suivants :
- Vieux Cournon ;
- Cournon ZI ;
- Le Lac ;
- Les Baladères ;
- Les Loubatières ;
- Les Toulaits ;
- Le Stade ;
- La Croix Blanche ;
- Le Cornonet ;
- Les Vergers ;
- La Motte ;
- Le grand ensemble des Neuf Tours (3 tours plus anciennes et 6 autres plus modernes) ;
- La Fontanille ;
- La Ribeyre
- La Poëlade ;
- Le Grand Mail (2013) ;
- Le Palavezy (2014).

### Logement
En 2012, la commune comptait 9 073 logements, contre 8 301 en 2007. Parmi ces logements, 95,2 % étaient des résidences principales, 0,6 % des résidences secondaires et 4,3 % des logements vacants. Ces logements étaient pour 65,4 % d'entre eux des maisons individuelles et pour 33,7 % des appartements.
La proportion des résidences principales, propriétés de leurs occupants était de 66,5 %, en baisse sensible par rapport à 2007 (69,3 %). La part de logements HLM loués vides était de 16,5 % (contre 18,1 %).

### Projets d'aménagement
La ville porte plusieurs projets urbains, tels la création de l'écoquartier du Palavezy ou la construction d'une nouvelle entrée de ville dans le secteur de « la Poëlade ». La ZAC des Toulaits est quant à elle sur le point d'être achevée.
Le secteur de « la Poëlade », s'étendant sur vingt hectares, étend l'entrée de ville à l'ouest. Le Grand Mail I, dont les travaux ont débuté en 2007, ont permis la construction de 76 logements, l'aménagement « d'une place publique minérale » ainsi qu'un multi-accueil de 39 places. Le Grand Mail II (2009), s'organise autour d'une voie principale et d'une coulée verte ; il mixe les habitats individuel et collectif. Une troisième phase portera sur la création d'un parc urbain de sept hectares.
Le Palavezy est une zone d'aménagement concerté, de type écoquartier, en cours de réalisation. La concertation s'est tenue en 2011 ; cette ZAC est créée par délibération du conseil municipal du 26 avril 2012. L'inauguration a eu lieu le 5 juin 2023.
Depuis 2021, l'opération « Cournon Cœur de ville » vise à transformer la place Joseph-Gardet. en étendant sa surface et faire émerger une nouvelle centralité. Ce nouvel espace, dénommé place de la République, sera traversé par la ligne C rénovée dans le cadre du projet métropolitain InspiRe et accueillera des commerces et de nouveaux logements.

### Voies de communication et transports

#### Voies routières

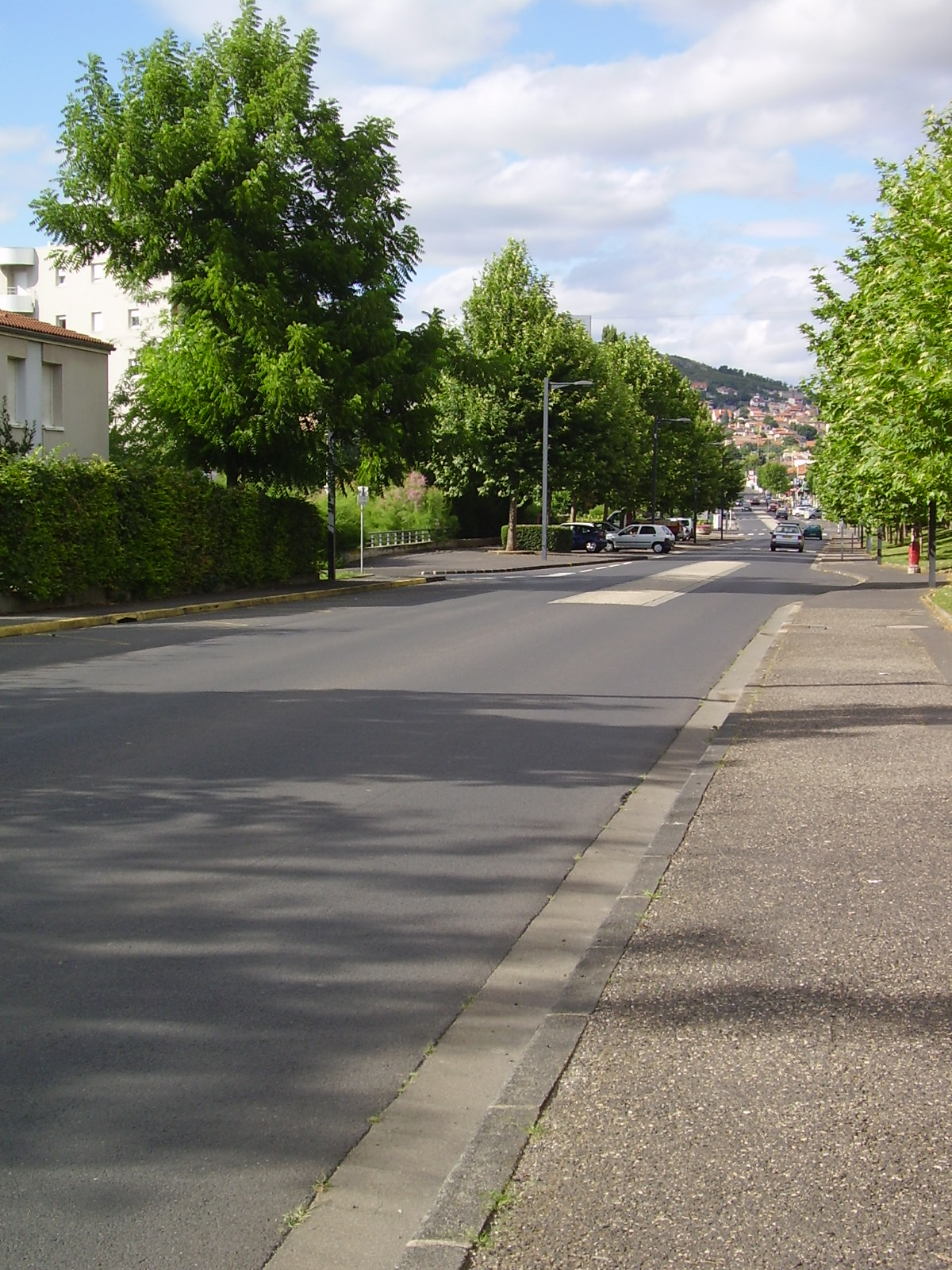
L'avenue de la Libération (route départementale 8) en 2008.

Plusieurs routes métropolitaines desservent la commune.
La commune est traversée par la route métropolitaine (RM) 212, reliant Aubière et Clermont-Ferrand à l'ouest, Billom et à Peschadoires, près de Thiers, à l'est. Elle emprunte la route de Clermont puis l'avenue de la République et l'avenue du Pont.
À l'ouest, la RM 772 dessert les zones industrielles des Acilloux et des Manzats ainsi que la commune du Cendre. Elle croise la RM 137 offrant à la ville un accès à l'autoroute A75, au reste de l'agglomération clermontoise par la sortie 3, ainsi qu'à la Grande Halle d'Auvergne.
Le territoire communal est également traversé par les routes métropolitaines 8, 8a et 52.

#### Aménagements cyclables
De nombreux aménagements cyclables arpentent la ville :
- M 212 vers Pérignat-sur-Allier et Saint-Bonnet-lès-Allier ;
- avenue de la Libération (chemin séparé et partagé) ;
- avenue du Midi ;
- M 52 (boulevards Pasteur, Émile-Roux puis Louis-de-Broglie) et vers Lempdes (chemin séparé et partagé) ;
- boulevard Charles-de-Gaulle (chemin séparé et partagé) ;
- Avenue Maréchal-Joffre (sens unique est-ouest) ;
- Avenue Maréchal-Foch et avenue des Dômes (sens unique ouest-est) ;
- ancienne D 8 en direction de Lempdes.

La voie verte « Clermont-Cournon », longeant la route métropolitaine 212, entre le carrefour giratoire Anne-Marie-Menut et l'impasse Bonnabry, a été inaugurée le 8 juin 2023. La création de cet itinéraire, qui sera prolongé jusqu'à la gare de Clermont-La Pardieu, entre dans le cadre de la réalisation d'un réseau cyclable métropolitain (C-réseau).

#### Transport en commun

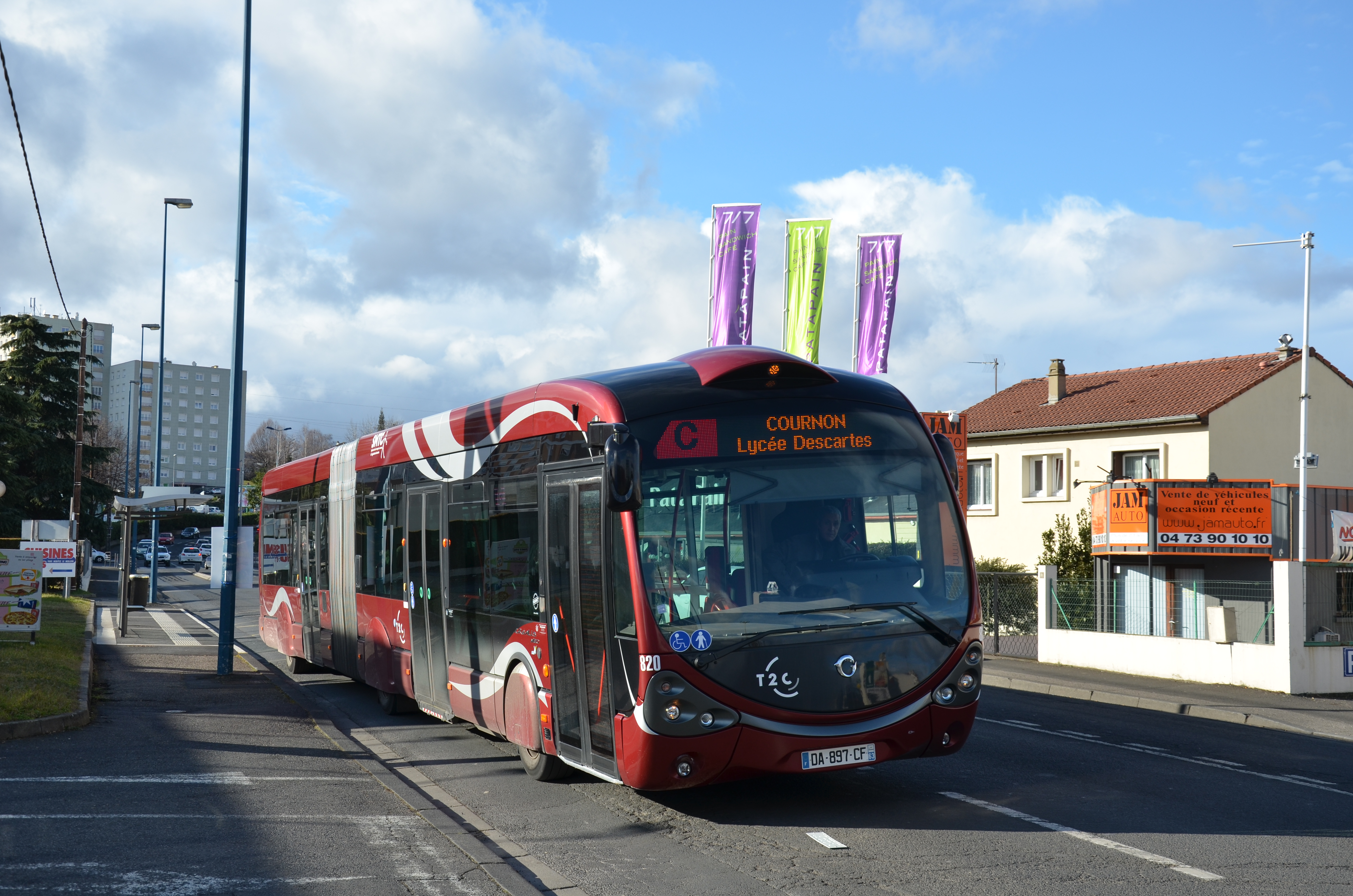
La commune est desservie par les bus du réseau de transport urbain T2C. Un bus de la ligne C quitte l'arrêt Oradou Gantière (hors des limites communales de Cournon), en février 2015.

Quatre lignes du réseau urbain T2C desservent la commune. L'une de ces lignes, la ligne C, est exploitée avec des bus à haut niveau de service ; celle-ci relie Tamaris (Clermont-Ferrand) au lycée René-Descartes par la place Joseph-Gardet et fonctionne tous les jours. Les trois autres lignes desservent d'autres quartiers, mais ne fonctionnent que du lundi au samedi :
- ligne 22 : Lycée Lafayette – Cournon Pasteur – Cournon Hortensias ;
- ligne 23 : Lycée Lafayette – Cournon Grande Halle ;
- ligne 34 : Cournon Lycée Descartes – Le Cendre Route des Martres.

Les lignes C, 22 et 23 permettent la correspondance, à la station La Pardieu Gare, avec le tramway (ligne A).
T2C assure des services scolaires entre Lempdes, Le Cendre et le lycée René-Descartes. La commune assure aussi la desserte de ses écoles.
Aucune ligne régulière du réseau Cars Région Puy-de-Dôme ne dessert la commune.

#### Transport ferroviaire
À l'ouest de la commune, sur la ligne de Saint-Germain-des-Fossés à Nîmes-Courbessac, les trains express régionaux Auvergne-Rhône-Alpes desservent la gare SNCF de Sarliève - Cournon, entre Clermont-Ferrand et Vic-le-Comte, voire au-delà de ces gares précitées.

### Risques naturels et technologiques
La commune est soumise à plusieurs risques.

#### Risques naturels
- feu de forêt ;
- inondation par crue à débordement lent de cours d'eau ;
- mouvement de terrain par affaissements et effondrements liés aux cavités souterraines, glissement de terrain, tassements différentiels, retrait-gonflement des sols argileux à aléa fort[7] ;
- phénomène lié à l'atmosphère ;
- phénomènes météorologiques (vents violents) ;
- séisme : la commune est en zone de sismicité de niveau 3 ou modérée selon la classification probabiliste de 2011[7].

#### Risques technologiques
- risque industriel : trois établissements classés Seveso seuil bas sont implantés sur le territoire communal (Caldic, Antargaz et Total Marketing Services), ces deux derniers faisant l'objet d'un plan particulier d'intervention[7] ;
- rupture de barrage : la rupture du barrage de Naussac constitue un risque majeur pour la rivière Allier ;
- transport de matières dangereuses (aléa + risque de rupture de canalisation de gaz naturel), autoroute A75 et voie ferrée[7].

#### Procédures de plan de prévention des risques
Des procédures de plan de prévention des risques ont été approuvées par arrêté préfectoral :
- PSS Allier approuvé le 17 octobre 1969 ;
- PER le 14 février 1989 ;
- PPRi sur la rivière Auzon le 9 mai 2007.

## Toponymie
On doit à Grégoire de Tours, dans son Histoire des Francs au VIe siècle, les premières attestations de Cournon avec les appellations de Chrononense, Chrononense monasterium, monasterium Chrononensim entre 575 et 594, et Crodomnum. On trouve ensuite les formes suivantes : Cornonensi (1030) Cornonus (1060) de Cornonio (1260) Cornonum (1286-1309) chez Ambroise Tardieu, Cornonium en 1392, Cournon en 1401, puis Cornon (1793).
Nom d'origine gauloise, construit sur crosno- signifiant « excavation » et un suffixe de lieu -one.
La commune est nommée Cornon en langue occitane.
La ville domine un vaste espace marécageux dont l'ancien lac de Sarliève, aujourd'hui asséché, mais qui est à l'origine de ce nom.
Cournon s'appelle Cournon-d'Auvergne depuis 1919 pour distinguer la ville de son homonyme du Morbihan.

## Histoire

### Époque romaine
Atelier de poterie antique de Cournon-les Queyriaux
Le site se trouve sur une haute terrasse alluviale dominant l'Allier par environ 20 m, très proche de la confluence de l'Allier avec le ruisseau l'Auzon. Les ateliers de poterie antique de Lezoux sont à une vingtaine de km au nord-est, celui des Martres-de-Veyre à environ 5 km au sud. La via Agrippa de Lyon à Saintes traverse l'Allier à Cournon.
En 1997, Philippe Bet met au jour des traces de fabrication de poterie : éléments de bâti de four, outils d'enfournement, ratés de cuisson… L'ensemble du site s'étend sur 14 ha ; mais les ateliers n'apparaissent que sur un tiers de cette surface. En 2001, la question reste ouverte sur la nature des installations couvrant les deux autres tiers : dépendances et habitations, bâtiments agricoles ? Contemporains de l'atelier antérieurs ou postérieurs ? Les fragments de sigillée recueillis sont insuffisants pour déterminer une réponse.

### Moyen Âge
Le centre-ville de la cité chef-lieu est clairement marqué par son passé viticole. Très en pente, il a été fortifié au XIIIe siècle, quelques vestiges en ont été conservés (porte de la ville avec une tour carrée). S'y trouve aussi une église romane : l'église Saint-Martin.
Dans la carte de Cassini (vers 1777) et dans la carte d'état-major, la commune s'appelait « Cournon ».

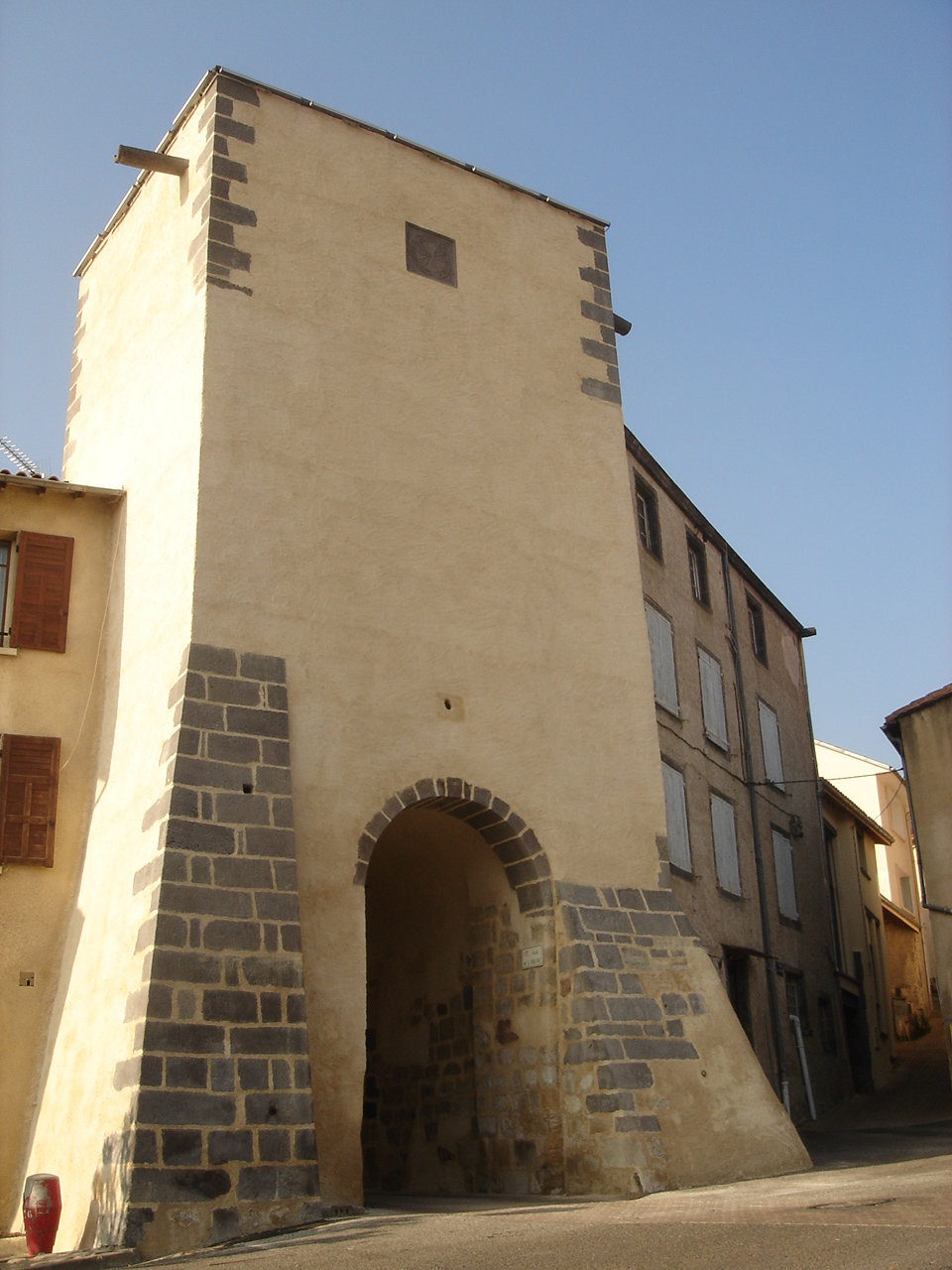
Porte de bourg.

## Politique et administration

### Tendances politiques et résultats

#### Élections nationales
Aux élections présidentielles, la droite recueille la majorité des suffrages exprimés en 2002 (88,25 % des voix pour Jacques Chirac, contre 11,75 % pour Jean-Marie Le Pen) ; la gauche l'emporte en 2007, avec 55,99 % pour Ségolène Royal battue par Nicolas Sarkozy et en 2012 avec la victoire de François Hollande et 62,25 % des suffrages exprimés dans la commune, ce dernier étant alors élu président de la République. Moins d'un électeur sur six s'est abstenu, avec des taux de participation respectifs de 83,68 %, 88,94 % et 87,08 %.
Lors des trois dernières élections législatives, Alain Néri a été élu au second tour en 2002 avec 56,72 % des voix dans la commune et en 2007 avec 60,88 %. En 2012, Odile Saugues obtient 67,55 % des voix. Les taux de participation sont respectivement de 62,01 %, 61,14 % et 56,36 %. Le canton de Cournon-d'Auvergne fut concerné par le redécoupage des circonscriptions législatives de 2010, en basculant de la deuxième à la première circonscription du département.
Aux élections européennes, les taux de participation sont inférieurs à 50 % en 2004, 2009 et 2014. En 2004, les deux meilleurs scores sont détenus par Catherine Guy-Quint (44,45 %) et Brice Hortefeux (18,63 %) et ; en 2009 : Henri Weber (24,82 %) et Jean-Pierre Audy (23,78 %) ; en 2014, la liste Union de la gauche (21,60 %) suivie de la liste FN (19,15 %).

#### Élections locales
Aux élections régionales de 2004, Pierre-Joël Bonté obtient 57,55 % des voix. Le taux de participation s'élève à 69,80 %. En 2010, René Souchon obtient 67,77 % des voix, avec un taux de participation plus faible (56,82 %). En décembre 2015, la liste de Jean-Jack Queyranne obtient 44,27 % des voix, alors qu'au premier tour, celle de Laurent Wauquiez arrivait en tête. Plus de 65 % des électeurs ont voté au second tour,.
Aux élections départementales de 2015, le binôme Bertrand Pasciuto - Monique Pouille, élu dans le canton, a recueilli 58,21 % des suffrages exprimés. Le taux de participation est de 53,38 %, soit 6 972 votants sur 13 072 inscrits.
Aux élections municipales de 2008, deux candidats s'opposaient : Bertrand Pasciuto, maire sortant, dirigeant une liste de gauche (« Cournon passion Cournon »), et Pierre Cheron, tenant une liste de la majorité (« Cournon ensemble »). Le premier est élu au premier tour avec 71,09 % des suffrages exprimés et 29 sièges gagnés, contre quatre pour le perdant. Près de deux tiers des électeurs ont voté.
Bertrand Pasciuto s'est représenté à nouveau en 2014. Le maire sortant a été réélu au premier tour avec 60,59 % des suffrages exprimés, avec 27 sièges dont cinq au conseil communautaire. Il bat Michel Renaud qui acquiert les six sièges restants. 65,40 % des électeurs ont voté. En revanche, il ne s'est pas représenté en 2020.

### Administration municipale

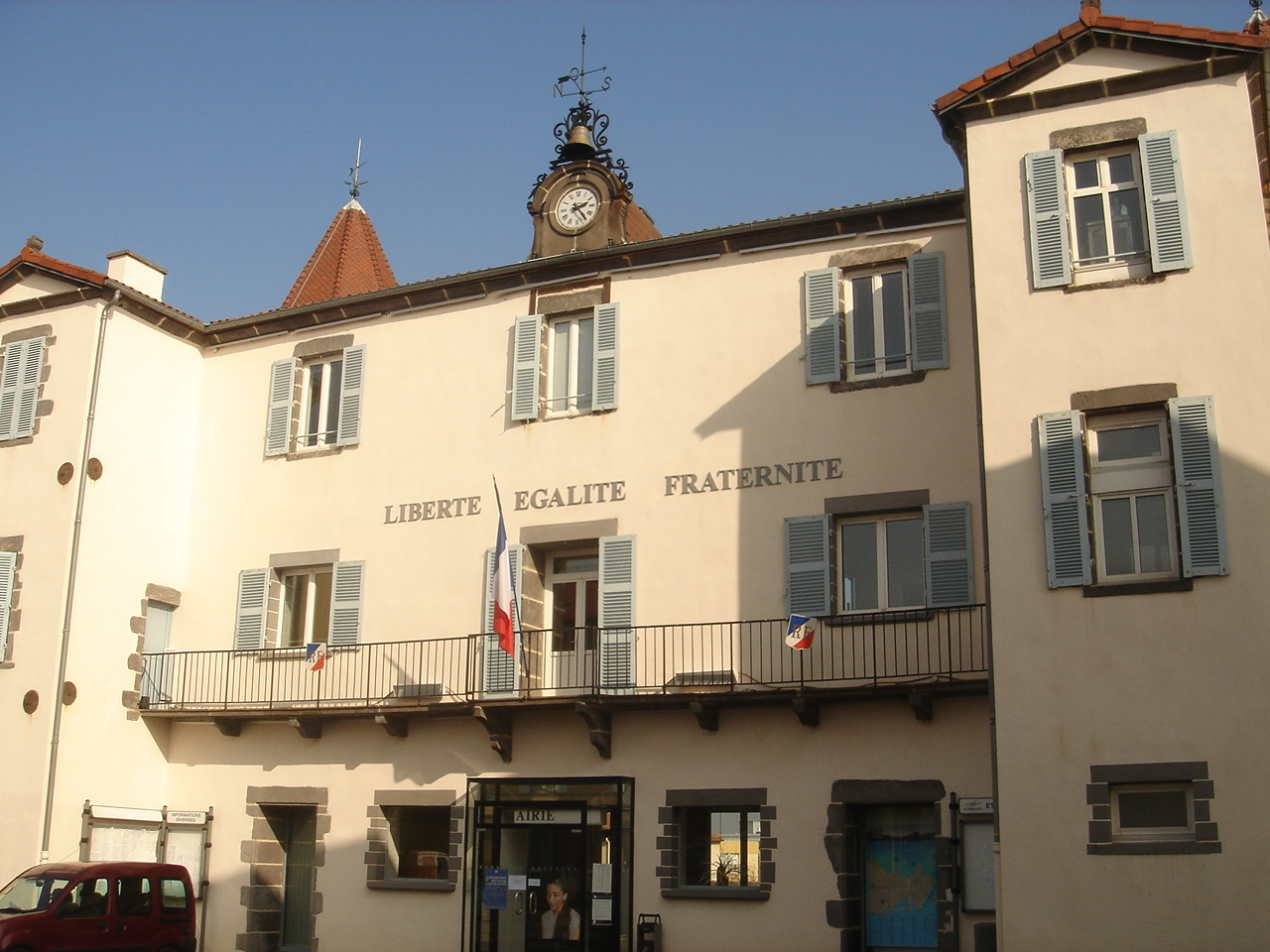
Hôtel de ville.

En 2011, Cournon-d'Auvergne comptait 19 063 habitants. Ce chiffre a été retenu pour déterminer le nombre de membres du conseil municipal ; compris entre 10 000 et 19 999, il s'élève à 33. Six, dont un d'opposition, sont élus au conseil communautaire de Clermont Auvergne Métropole.

Le conseil municipal a désigné le 28 mars 2014 neuf adjoints, sept conseillers municipaux délégués, dix conseillers municipaux et six conseillers d'opposition.
| Période                                  | Période      | Identité                       | Étiquette                             | Qualité |
| ---------------------------------------- | ------------ | ------------------------------ | ------------------------------------- | --- |
| Les données manquantes sont à compléter. |              |                                |                                       | |
| mars 1790                                | mars 1794    | Jean Maugue                    |                                       | |
| mars 1794                                | mars 1798    | Jacques Boyer                  |                                       | Président de l'administration municipale |
| mars 1798                                | mars 1800    | Jean Vigier                    |                                       | Président de l'administration municipale |
| mars 1800                                | mars 1802    | Pierre Pinard                  |                                       | |
| mars 1802                                | mars 1806    | Antoine Laville                |                                       | |
| mars 1806                                | mars 1807    | Gilbert Perrin                 |                                       | |
| mars 1807                                | mars 1814    | Sebastien De Strada            |                                       | |
| mars 1814                                | mars 1824    | Jean Michel Chardon du Ranquet |                                       | |
| mars 1824                                | mars 1826    | Michel Dolly                   |                                       | |
| mars 1826                                | mars 1831    | Jean Michel Chardon du Ranquet |                                       | |
| mars 1831                                | mars 1833    | Antoine Moulin-Desmanèches     |                                       | |
| mars 1833                                | mars 1840    | Claude Perrin-Salvage          |                                       | |
| mars 1840                                | mars 1849    | Michel Chambon-Duperelle       |                                       | |
| mars 1849                                | mars 1850    | Claude Perrin-Salvage          |                                       | |
| mars 1850                                | mars 1852    | Antoine Farnoux-Beldon         |                                       | |
| mars 1852                                | mars 1858    | Michel Chambon-Duperelle       |                                       | |
| mars 1858                                | mars 1861    | Coizet-Chaleteix               |                                       | |
| mars 1861                                | mars 1871    | Pierre Lhomet de Rioux         |                                       | |
| mars 1871                                | mars 1872    | Delpiroux et Julien            |                                       | Commission municipale |
| mars 1872                                | mars 1875    | Pierre Lhomet de Rioux         |                                       | |
| mars 1875                                | mars 1879    | Antoine Julien                 |                                       | |
| mars 1879                                | mars 1887    | Fargheon-Fontsainte            |                                       | |
| mars 1887                                | mars 1888    | Antoine Julien                 |                                       | |
| mars 1888                                | mars 1904    | Jean Farnoux-Maugue            |                                       | |
| mars 1904                                | mars 1912    | Gilbert Ollier-Farnoux         |                                       | |
| mars 1912                                | mars 1919    | Jean-Baptiste Lavergne-Legot   |                                       | |
| mars 1919                                | mars 1942    | Annet Farnoux                  |                                       | |
| mars 1942                                | mars 1944    | Antoine Coillot                |                                       | Président de délégation spéciale |
| mars 1944                                | mars 1947    | Félix Thonat                   |                                       | Président de délégation spéciale |
| octobre 1947                             | juillet 1982 | Joseph Gardet (1913-1982)      | SFIO puis PS puis DVG                 | Conseiller général du canton de Pont-du-Château (1949-1982) puis du canton de Cournon-d'Auvergne (1982) Décédé en fonction                                                                              |
| octobre 1982                             | mars 1989    | Jean Chaleteix (1921-2012)     | UDF-PRV                               | Professeur agrégé Conseiller général du canton de Cournon-d'Auvergne (1982-1992) |
| mars 1989                                | mars 2001    | Catherine Guy-Quint            | PS                                    | Biologiste Conseillère régionale d'Auvergne (1998-1999) Députée européenne (1999-2009) |
| mars 2001                                | 26 mai 2020  | Bertrand Pasciuto              | PS puis DVG puis GRS[réf. nécessaire] | Technicien en informatique Conseiller général (1998-2015) puis départemental du canton de Cournon-d'Auvergne (depuis 2015) 1er vice-président de CAM chargé des finances et du développement économique |
| 26 mai 2020                              | En cours     | François Rage                  | PS                                    | Professeur des écoles 1er Vice-président de CAM chargé des mobilités durables Président du syndicat mixte des transports en commun de l'agglomération clermontoise                                      |

### Politique environnementale
L'eau alimentant les foyers de la commune provient des puits de la rivière Allier au sud-est de la commune. Certaines rues sont alimentées par les réservoirs communaux ou de ceux de la ville de Clermont-Ferrand pour certains secteurs.
Les eaux usées sont traitées par les stations d'épuration de Clermont-Ferrand et du Val d'Auzon.
Clermont Auvergne Métropole assure la gestion des déchets et gère une déchèterie, accessible sous conditions, et permettant aux particuliers et aux professionnels de déposer des déchets de nombreux types.

### Jumelages
Cournon-d'Auvergne est jumelée avec deux villes :
- Lichtenfels (Allemagne) depuis 1992[CRN 12] ;
- Ariccia (Italie) depuis le 11 mai 2002[CRN 12].

## Population et société

### Démographie

#### Évolution démographique
Avec 20 126 habitants en 2016, Cournon-d'Auvergne est la deuxième commune la plus peuplée du département du Puy-de-Dôme derrière le chef-lieu de département, Clermont-Ferrand, dont elle est limitrophe, mais devant Riom (19 029 habitants) et Chamalières (17 282 habitants).
L'évolution du nombre d'habitants est connue à travers les recensements de la population effectués dans la commune depuis 1793. Pour les communes de plus de 10 000 habitants les recensements ont lieu chaque année à la suite d'une enquête par sondage auprès d'un échantillon d'adresses représentant 8 % de leurs logements, contrairement aux autres communes qui ont un recensement réel tous les cinq ans,.

En 2022, la commune comptait 20 020 habitants, en évolution de −0,53 % par rapport à 2016 (Puy-de-Dôme : +2,1 %, France hors Mayotte : +2,11 %).
| 1793  | 1800  | 1806  | 1821  | 1831  | 1836  | 1841  | 1846  | 1851  |
| ----- | ----- | ----- | ----- | ----- | ----- | ----- | ----- | ----- |
| 2 124 | 2 155 | 2 591 | 2 789 | 2 664 | 2 667 | 2 607 | 2 610 | 2 539 |

| 1856  | 1861  | 1866  | 1872  | 1876  | 1881  | 1886  | 1891  | 1896  |
| ----- | ----- | ----- | ----- | ----- | ----- | ----- | ----- | ----- |
| 2 511 | 2 522 | 2 544 | 2 413 | 2 348 | 2 270 | 2 207 | 2 261 | 2 075 |

| 1901  | 1906  | 1911  | 1921  | 1926  | 1931  | 1936  | 1946  | 1954  |
| ----- | ----- | ----- | ----- | ----- | ----- | ----- | ----- | ----- |
| 1 811 | 1 683 | 1 503 | 1 552 | 1 691 | 1 584 | 1 474 | 1 616 | 2 061 |

| 1962  | 1968  | 1975   | 1982   | 1990   | 1999   | 2006   | 2011   | 2016   |
| ----- | ----- | ------ | ------ | ------ | ------ | ------ | ------ | ------ |
| 3 135 | 5 587 | 12 583 | 16 949 | 19 156 | 18 866 | 18 356 | 19 063 | 20 126 |

| 2021   | 2022   | - | - | - | - | - | - | - |
| ------ | ------ | - | - | - | - | - | - | - |
| 20 193 | 20 020 | - | - | - | - | - | - | - |

#### Pyramide des âges
En 2018, le taux de personnes d'un âge inférieur à 30 ans s'élève à 31,5 %, soit en dessous de la moyenne départementale (34,2 %). À l'inverse, le taux de personnes d'âge supérieur à 60 ans est de 31,5 % la même année, alors qu'il est de 27,9 % au niveau départemental.
En 2018, la commune comptait 9 500 hommes pour 10 657 femmes, soit un taux de 52,87 % de femmes, légèrement supérieur au taux départemental (51,59 %).
Les pyramides des âges de la commune et du département s'établissent comme suit.
| Hommes | Classe d’âge | Femmes |
| ------ | ------------ | ------ |
| 0,7    | 90 ou +      | 1,4    |
| 8,6    | 75-89 ans    | 10,3   |
| 19,6   | 60-74 ans    | 22,1   |
| 18,6   | 45-59 ans    | 20,3   |
| 18,1   | 30-44 ans    | 17,0   |
| 15,7   | 15-29 ans    | 12,7   |
| 18,8   | 0-14 ans     | 16,2   |

| Hommes | Classe d’âge | Femmes |
| ------ | ------------ | ------ |
| 0,7    | 90 ou +      | 2,1    |
| 7,4    | 75-89 ans    | 10,2   |
| 17,7   | 60-74 ans    | 18,6   |
| 20,2   | 45-59 ans    | 19,2   |
| 18,4   | 30-44 ans    | 17,4   |
| 18,6   | 15-29 ans    | 17,2   |
| 17     | 0-14 ans     | 15,3   |

### Enseignement
Cournon-d'Auvergne dépend de l'académie de Clermont-Ferrand.
Elle possède cinq écoles maternelles publiques : Henri-Bournel, Henri-Matisse, Léon Dhermain, Lucie-Aubrac et Pierre-Perret,, ainsi que quatre écoles élémentaires publiques : Félix-Thonat, Henri-Bournel, Léon-Dhermain et Lucie-Aubrac,.
Avant 2013-2014, la semaine scolaire se composait de quatre jours (lundi, mardi, jeudi et vendredi). De 2013-2014 à 2017-2018, 4,5 jours été programmés (lundi-mardi, mercredi matin, jeudi-vendredi). Depuis 2018-2019, le passage à quatre jours (avant 2013-2014) est revenu[réf. souhaitée].
Le conseil départemental du Puy-de-Dôme gère les collèges de La Ribeyre et Marc-Bloch, (anciennement Le Stade).
Le conseil régional d'Auvergne-Rhône-Alpes gère le lycée René-Descartes.

### Manifestations culturelles et festivités
- Marchés nocturnes en juillet et août.
- Foire de la Saint-Maurice, en septembre.
- Marché de Noël, en décembre.
- Festival jeune public Puy-de-Mômes, en avril. Il existe depuis 1995[CRN 15].
- Sommet de l'élevage.

### Santé
Cournon-d'Auvergne a été en 2009 la ville ambassadrice du Téléthon dans les régions Auvergne et Rhône-Alpes.[pertinence contestée]

### Sports
La ville dispose d'installations sportives à l'est :
- le lac de Cournon-d'Auvergne, situé à l'extrémité est et à proximité de la rivière Allier (canoë-kayak) ;
- le stade de la Plaine de Jeux.

Le long de l'avenue de l'Allier, la commune disposait d'une piscine Tournesol avenue de l'Allier. Trop vétuste, elle a été fermée le soir du 21 janvier 2011 et démolie en 2013. La piscine L'Androsace, gérée par Clermont Auvergne Métropole, la remplace. Ouverte le 29 janvier 2011, elle comprend trois bassins.
La ville possède un club de football, le Football Club Cournon-d'Auvergne et un club de handball, le Handball Club Cournon d'Auvergne (qui évolue en Pro League en 2024-2025).

## Économie

### Revenus de la population et fiscalité
En 2011, le revenu fiscal médian par ménage s'élevait à 30 914 €, ce qui plaçait Cournon-d'Auvergne au 14 209e rang des communes de plus de quarante-neuf ménages en métropole.

### Emploi
En 2012, la population âgée de 15 à 64 ans s'élevait à 12 115 personnes, parmi lesquelles on comptait 71,6 % d'actifs dont 63,7 % ayant un emploi et 7,9 % de chômeurs.
On comptait 8 977 emplois dans la zone d'emploi. Le nombre d'actifs ayant un emploi résidant dans la zone étant de 7 799, l'indicateur de concentration d'emploi est de 115,1 %, ce qui signifie que la commune offre plus d'un emploi par habitant actif.
En fonction de la catégorie socio-professionnelle, la majorité des 8 678 actifs étaient des employés (2 706), suivis par les professions intermédiaires (2 376) et les ouvriers (1 949). Sur les 7 725 actifs possédant un emploi, cet ordre demeure inchangé.
La répartition des 8 852 emplois par catégorie socio-professionnelle et par secteur d'activité est la suivante :
| Échelle     | Agriculteurs exploitants | Artisans, commerçants, chefs d'entreprise | Cadres et professions intellectuelles supérieures | Professions intermédiaires | Employés | Ouvriers |
| ----------- | ------------------------ | ----------------------------------------- | ------------------------------------------------- | -------------------------- | -------- | -------- |
| Commune     | 0,2 %                    | 5,6 %                                     | 11,8 %                                            | 24,4 %                     | 29,4 %   | 28,6 %   |
| Département | 2,5 %                    | 6,5 %                                     | 15 %                                              | 24,6 %                     | 28,3 %   | 23,1 %   |
| France      | 1,8 %                    | 6,4 %                                     | 17 %                                              | 25,5 %                     | 28,2 %   | 21,1 %   |

| Échelle     | Agriculture | Industrie | Construction | Commerce, transports, services divers | Administration publique, enseignement, santé, action sociale |
| ----------- | ----------- | --------- | ------------ | ------------------------------------- | ------------------------------------------------------------ |
| Commune     | 0,3 %       | 9,1 %     | 6,7 %        | 60,9 %                                | 23 %                                                         |
| Département | 3,5 %       | 16,1 %    | 6,9 %        | 41,1 %                                | 32,4 %                                                       |
| France      | 2,8 %       | 12,8 %    | 6,9 %        | 46 %                                  | 31,4 %                                                       |

La commune affiche un fort taux d'emplois dans le secteur du commerce.
7 191 des 7 799 personnes âgées de 15 ans ou plus (soit 92,2 %) sont des salariés. 74 % des actifs travaillent hors de la commune du résidence, en grande partie dans une autre commune du département.

### Entreprises
Au 1er janvier 2013, Cournon-d'Auvergne comptait 997 entreprises : 77 dans l'industrie, 109 dans la construction, 647 dans le commerce, les transports et les services divers et 164 dans le secteur administratif.
Elle dispose d'un important tissu industriel et commercial et abrite le siège de 14 grandes entreprises (réalisant plus de 10 M€)
En outre, elle comptait 1 221 établissements.

### Agriculture
Au recensement agricole de 2010, la commune comptait 12 exploitations agricoles, un nombre en nette diminution par rapport à 2000 (18) et à 1988 (21). La commune était orientée dans les céréales et les oléoprotéagineux.
La superficie agricole utilisée sur ces exploitations était de 587 hectares en 2010, dont 585 ha sont allouées aux terres labourables.

### Industrie
- Zones industrielles de la commune : le long de la D 772.

### Commerce et services
La base permanente des équipements de 2014 recense 92 commerces : quatre supermarchés, deux grandes surfaces de bricolage, une supérette, sept boulangeries, cinq boucheries-charcuteries, une poissonnerie, quatre librairies-papeteries ou vendeurs de journaux, seize magasins de vêtements, huit magasins d'équipement du foyer, un magasin de chaussures, sept magasins d'électroménager et de matériel audio/vidéo, neuf magasins de meubles, trois magasins d'articles de sports et de loisirs, sept drogueries/quincailleries, une parfumerie, une horlogerie/bijouterie, sept fleuristes, cinq magasins d'optique et trois stations-service.

### Tourisme
Au 1er janvier 2015, la commune possédait un hôtel deux étoiles de 13 chambres ainsi qu'un camping trois étoiles (Le Pré des Laveuses) avec 145 emplacements.

## Culture et patrimoine

### Lieux et monuments
Cournon-d'Auvergne possède trois édifices dans la base Mérimée :
- château de Sarlièves (XVIIe siècle) : inscrit aux monuments historiques le 5 mars 1992[54] ;
- église Saint-Martin (XIe siècle) : classement aux monuments historiques le 14 septembre 1912[55] ;
- château de la Ribeyre (XVIe et XVIIe siècles) : inscrit aux monuments historiques le 20 février 1980[56].

### Infrastructures culturelles
- La Coloc' de la culture, espace culturel géré par la municipalité.
- La Baie des Singes, café-théâtre de Chraz.
- Zénith d'Auvergne.
- Médiathèque Hugo-Pratt[57].

### Patrimoine viticole
Des cépages anciens ont été replantés, sur le plateau des Vaugondières, au-dessus de la plaine de Sarliève sur sept hectares. La première vigne conservatoire avait été créée à Authezat mais les conditions n'étaient pas idéales, et c'est donc à Cournon qu'un nouveau vignoble conservatoire a été installé : Epinou noir, Canari noir, Grec rouge, Gamay fréaux noir, Valdiguié noir, Chanis gris, Gouais blanc, Limberger noir, Portugais bleu noir, Muscat à petits grains blancs ou encore saint-pierre doré blanc,.

### Personnalités liées à la commune
- La famille de Strada qui régna sur la commune entre le XVIe et le XVIIIe siècle, proche des Habsbourg et dont Valéry Giscard d'Estaing est issu.
- Jean-Baptiste Croizet (1787-1859), paléontologue et curé y est né.
- Catherine Guy-Quint (née en 1949) a été maire de la commune durant quinze ans.
- Christophe Moreau (né en 1971) dont la femme et la belle famille sont originaires de la commune.
- Angélique Colombet-Papon (née en 1976), joueuse de pétanque, réside à Cournon[60]. Elle a remporté quatre titres aux Championnats du Monde, neuf titres aux Championnats d'Europe et dix-sept titres aux Championnats de France.

### Héraldique
De gueules à la Champagne ondée d'azur,à la crosse d'or brochant sur le tout,adextrée d'une croix ancrée et senestrée d'une couronne de lauriers le tout du même.